# Göran Tell
Göran Tell es un deportista sueco que compitió en vela en la clase Star. Ganó una medalla en el Campeonato Mundial de Star de 1971 y tres medallas en el Campeonato Europeo de Star entre los años 1967 y 1976.

## Palmarés internacional
| Campeonato Mundial | Campeonato Mundial                 | Campeonato Mundial | Campeonato Mundial |
| Año                | Lugar                              | Medalla            | Clase              |
| ------------------ | ---------------------------------- | ------------------ | ------------------ |
| 1971               | Estrecho de Puget (Estados Unidos) | Medalla de bronce  | Star               |
| Campeonato Europeo |                                    |                    |                    |
| Año                | Lugar                              | Medalla            | Clase              |
| 1967               | Cascaes (Portugal)                 | Medalla de bronce  | Star               |
| 1969               | ND                                 | Medalla de oro     | Star               |
| 1976               | Niza (Francia)                     | Medalla de bronce  | Star               |